# Уран (племя)
Ура́н (баш. Уран) — древнебашкирское племя в составе северо-западных башкир.

## Родовой состав
- Урман (родовые подразделения: ал-буре, ар, аржак, булгар, ишэй, торна, шудек, шэрэкэй).

## Этническая история
Историко-этнографические сведения, касающиеся племени уран, близки к дуванским. У обоих племён есть тамга общего типа, которая хорошо известна всем трём дуванским группам (айлинской, табынской, дуванейской). Согласно шежере из уранской деревни Карманово, одним из предков уранцев является Дуван-Сакал (Дыуан-Сакал). Также дуванцы и уранцы упоминаются у Рашид ад-Дина как племена урат (урут) и дурбан в числе монгольских или тюрко-монгольских «народностей», происходящих от брака легендарных Добун-Баяна и Алан-Гоа.
Первоначально вместе с древнебашкирскими племенами расселялись в присырдарьинских степях и Приаралье. После ухода части древнебашкирских племен дальше на запад дувано-уранские образования еще несколько столетий оставались в азиатских степях, пережив многие этапы этнической трансформации, пока в начале второго тысячелетия они не попали поочередно в сферу кара-китайского, табынского и кыпчакского этнополитического воздействия. Часть уранцев мигрировали вместе с огузами (турками-сельджуками). По сведениям восточных авторов племя уран было ханским родом в Канглинском ханстве. Род Албуре являлся ханским родом в племени уран. После поражения от монголов, вместе с другими канглы бежали на север к башкирам.
По преданиям уранцев, их предки в нынешние вотчины прибыли «со стороны Оренбурга», о перекочёвках сначала на реке Миасс и возвращении оттуда в долину реки Белой (Агидель). Этноним племени сохранились в гидронимах как название рек Большой Уран и Малый Уран (притоки Самары), а в XVIII веке близ г. Миасса два озера назывались «Уранга» и «Урангич».

## Расселение
По генеральному межеванию земель начала XIX века, во владении башкир Уранской волости находилось 76429 десятин угодий, в том числе пашня занимала 13485, сенокосные места — 4765, леса — 58089, неудобные земли — 503 десятины.
Был известен уранец по имени Айзуак, якобы ездивший на лыжах в Казань и Москву, откуда привез берестяную грамоту о принятии их в русское подданство. После присоединения, территория Уранской волости стала быстро колонизуемым регионом Башкортостана. Уранская волость была разделена на поземельные тюбы Амзя, Тимбай, Тарагуль, Мердяш, Избакты, Янборис, Сапай, Мангул, Кутламыш, Юзберды и другие.
Сохранился документ от 1685 года, который рассказывает о судьбе нескольких башкир-уранцев, доведённых до трагического финала одним фискалом — финансовым и судебным чиновником Уфы, о котором говорится в прошении Абдуллы Смаилова:

«В прошлом годех тому лет с 7 отец его Уфимского уезду Осинской дороги Уранской волости Смаил Канзибаев выслан из Уфимскаго уезду в Уфу уфимским иноземцем Семеном Кириловым, который был в уезде с подчиненным фискалом, и из Уфы отослан в Москву в Преображенский приказ… И после того в другой год по указу ж ис Преображенского приказу взят был в Москву оной фискал во оной же приказ, и по возврате из Москвы привез с собою в Уфу о взыскании убытков своих на нем и на брате ево Бурангуле, которые убытки учинились ему бутто по делу отца их; а отец их по делу сослан в галерную работу и там и умре, и по тому указу за иск оного Кирилова двор и пожитки отца ево запечатаны и проданы, а деньги отданы в ыск ему Кирилову; а сколько тех денег ему отдано, а том он не известен, и сверх того взятья оной Кирилов ищет на нем и на брате ево 156 руб. И в этом ево Кирилове иску содержан был он под караулом и брат ево Бурангул, и оных денег платить им нечем, пожже отца их дом и пожитки были запечатаны и по продаже отданы в ыск ему, Кирилову, а он з братом отцовскими пожитки ничем не владеют. И чтоб на нем и на брате ево Бурангуле за отца их помянутого Семена Кирилова иску не править, понеже они отцовскими пожитки ничем не владеют, и ис под караула б освободить, дабы им от того платежа вконец не разоритца и, сидя за караулом, не помереть голодною смертию и платежа в казну ево и. в. не отбыть, и о том в Уфу послать его и. в. указ».— Асфандияров А. З. История сёл и деревень Башкортостана и сопредельных территорий. Уфа, 2009. С.320
На территории волости находились следующие башкирские поселения: Кумово, Карман-Актау, Бадряшево, Карманово, Тартар, Кызыл-Яр, Янборис, Кисяк-Каин, Кичикир, Куюк, Уртаул, Янаул, Иванаево (Юбанаево, Иманаево, Еманаево), Иткинеево, Исемметово, Чишма (Таштау), Чангакулево, Вояды, Урдяк. В настоящее время большинство башкир-уранцев проживают в Янаульском, Калтасинском районах Башкортостана и на юге Пермского края.